# Проміжні вибори в США
Проміжні вибори в Сполучених Штатах Америки — загальні вибори, які проводяться приблизно посередині терміну повноважень Президента США. До посад, які переобираються на цих виборах, належать всі 435 місць в Палаті представників США (де термін повноважень складає 2 роки) та 33 або 34 місця зі 100 Сенату США. Крім того, в 34 з 50 штатів США губернатори обираються на чотирирічні терміни під час проміжних виборів, а в Нью-Гемпширі та у Вермонті губернатори обираються на два роки і під час проміжних виборів, і під час виборів Президента США. Таким чином, 36 губернаторів штатів, а також 3 губернатори територій, обираються під час проміжних виборів. Багато штатів проводять вибори до своїх законодавчих зборів також під час проміжних виборів, так само у цей час відбуваються багато місцевих виборів (зокрема виборів мерів) та відбуваються голосування із громадянських ініціатив. Іноді разом із звичайними виборами можуть відбуватися довибори, під час яких на неповні терміни можуть обирати губернаторів, сенаторів та інших місцевих урядовців.
Історично, на проміжних виборах явка виборців є меншою, ніж під час президентських виборів. Президентські вибори за останні 60 років мали явку в 50-60%, а для проміжних виборів цей показник складає всього 40%. Також, часто трапляється що під час проміжних виборів партія Президента втрачає місця в Конгресі або партія опозиційна до Президента отримує контроль над однією чи обома палатами Конгресу. Так, наприклад, відбулося в 2018 році, коли контроль над Палатою представників перейшов від Республіканської партії (партія Президента) до Демократичної партії.
Проміжні вибори відбуваються зазвичай на початку листопада року, який знаходиться посередині між двома роками виборів Президента (рік ділиться на 4 із залишком 2).

## Історія проміжних виборів
Проміжні вибори часто називають "референдумом щодо довіри до чинного Президента" або до партії, яка наразі має більшість. Партія чинного Президента має тенденцію до втрати місць у Конгресі під час проміжних виборів: із 1946 року партія Президента втрачає в середньому по 26 місць в Палаті представників та по 4 місця в Сенаті під час проміжних виборів.
Більш того, з моменту як були запроваджені прямі проміжні вибори, тільки в семи з них партія Президента збільшувала кількість місць у Сенаті (під час президентств Вудро Вільсона, Франкліна Делано Рузвельта, Джона Кеннеді, Річарда Ніксона, Білла Клінтона, Джорджа Буша молодшого та Дональда Трампа), з них лише в двох випадках вона збільшувала кількість місць в обох палатах (під час президентств Франкліна Делано Рузвельта в 1934 році та Джорджа Буша молодшого в 2002 році).
* колір фону показує яка партія мала контроль над палатою після виборів
| Рік  | Чинний Президент         | Партія Президента       | Зміна місць для партії Президента* | Зміна місць для партії Президента* |
| Рік  | Чинний Президент         | Партія Президента       | Палата представників               | Сенат                              |
| ---- | ------------------------ | ----------------------- | ---------------------------------- | ---------------------------------- |
| 1790 | Джордж Вашингтон         | —                       | +3: (37 → 40)                      | 0: (18 → 18)                       |
| 1794 | Джордж Вашингтон         | —                       | -4: (51 → 47)                      | +3: (16 → 19)                      |
| 1798 | Джон Адамс               | федераліст              | +3: (57 → 60)                      | 0: (22 → 22)                       |
| 1802 | Томас Джефферсон         | демократ-республіканець | +1: (38 → 39)                      | -6: (15 → 9)                       |
| 1806 | Томас Джефферсон         | демократ-республіканець | +2: (114 → 116)                    | +1: (27 → 28)                      |
| 1810 | Джеймс Медісон           | демократ-республіканець | +13: (94 → 107)                    | 0: (26 → 26)                       |
| 1814 | Джеймс Медісон           | демократ-республіканець | +5: (114 → 119)                    | -3: (26 → 22)                      |
| 1818 | Джеймс Монро             | демократ-республіканець | +13: (145 → 158)                   | +2: (28 → 30)                      |
| 1822 | Джеймс Монро             | демократ-республіканець | +34: (155 → 189)                   | 0: (44 → 44)                       |
| 1826 | Джон Квінсі Адамс        | демократ-республіканець | -9: (109 → 100)                    | -2: (21 → 19)                      |
| 1830 | Ендрю Джексон            | демократ                | -10: (136 → 126)                   | +1: (25 → 26)                      |
| 1834 | Ендрю Джексон            | демократ                | 0: (143 → 143)                     | +1: (21 → 22)                      |
| 1838 | Мартін ван Бюрен         | демократ                | -3: (128 → 125)                    | -7: (35 → 28)                      |
| 1842 | Джон Тайлер              | —                       | -69: (142 → 73)                    | -3: (30 → 27)                      |
| 1846 | Джеймс Нокс Полк         | демократ                | -30: (142 → 112)                   | +2: (33 → 35)                      |
| 1850 | Міллард Філлмор          | віґ                     | -22: (108 → 86)                    | -3: (36 → 33)                      |
| 1854 | Франклін Пірс            | демократ                | -75: (158 → 83)                    | -3: (36 → 33)                      |
| 1858 | Джеймс Б'юкенен          | демократ                | -35: (133 → 98)                    | -4: (32 → 38)                      |
| 1862 | Авраам Лінкольн          | республіканець          | -23: (108 → 85)                    | +1: (31 → 32)                      |
| 1866 | Ендрю Джонсон            | юніоніст                | +9: (38 → 47)                      | 0: (10 → 10)                       |
| 1870 | Улісс Грант              | республіканець          | -32: (171 → 139)                   | -5: (63 → 58)                      |
| 1874 | Улісс Грант              | республіканець          | -93: (199 → 106)                   | -10: (52 → 42)                     |
| 1878 | Резерфорд Хейз           | республіканець          | -4: (136 → 132)                    | -7: (38 → 31)                      |
| 1882 | Честер Алан Артур        | республіканець          | -29: (151 → 118)                   | 0: (37 → 37)                       |
| 1886 | Гровер Клівленд          | демократ                | -16: (183 → 167)                   | +2: (34 → 36)                      |
| 1890 | Бенджамін Гаррісон       | республіканець          | -93: (179 → 86)                    | -4: (47 → 43)                      |
| 1894 | Гровер Клівленд          | демократ                | -127: (220 → 93)                   | -4: (44 → 40)                      |
| 1898 | Вільям Мак-Кінлі         | республіканець          | -21: (205 → 189)                   | +6: (44 → 50)                      |
| 1902 | Теодор Рузвельт          | республіканець          | +9: (201 → 210)                    | 0: (55 → 55)                       |
| 1906 | Теодор Рузвельт          | республіканець          | -27: (251 → 224)                   | +2: (58 → 60)                      |
| 1910 | Вільям Говард Тафт       | республіканець          | -56: (219 → 163)                   | -9: (59 → 50)                      |
| 1914 | Вудро Вільсон            | демократ                | -61: (291 → 230)                   | +3: (50 → 53)                      |
| 1918 | Вудро Вільсон            | демократ                | -22: (214 → 192)                   | -4: (52 → 48)                      |
| 1922 | Воррен Гардінг           | республіканець          | -77: (302 → 225)                   | -7: (60 → 53)                      |
| 1926 | Калвін Кулідж            | республіканець          | -9: (247 → 238)                    | -6: (56 → 50)                      |
| 1930 | Герберт Гувер            | республіканець          | -52: (270 → 218)                   | -6: (56 → 50)                      |
| 1934 | Франклін Делано Рузвельт | демократ                | +9: (313 → 322)                    | +9: (60 → 69)                      |
| 1938 | Франклін Делано Рузвельт | демократ                | -72: (334 → 262)                   | -7: (75 → 68)                      |
| 1942 | Франклін Делано Рузвельт | демократ                | -45: (267 → 222)                   | -8: (65 → 57)                      |
| 1946 | Гаррі Трумен             | демократ                | -54: (242 → 188)                   | -10: (56 → 46)                     |
| 1950 | Гаррі Трумен             | демократ                | -28: (263 → 235)                   | -5: (54 → 49)                      |
| 1954 | Дуайт Ейзенхауер         | республіканець          | -18: (221 → 203)                   | -2: (49 → 47)                      |
| 1958 | Дуайт Ейзенхауер         | республіканець          | -48: (201 → 153)                   | -12: (47 → 35)                     |
| 1962 | Джон Кеннеді             | демократ                | -4: (262 → 258)                    | +4: (64 → 68)                      |
| 1966 | Ліндон Джонсон           | демократ                | -47: (295 → 248)                   | -3: (67 → 64)                      |
| 1970 | Річард Ніксон            | республіканець          | -12: (192 → 180)                   | +2: (43 → 45)                      |
| 1974 | Джеральд Форд            | республіканець          | -48: (192 → 144)                   | -4: (42 → 38)                      |
| 1978 | Джиммі Картер            | демократ                | -15: (292 → 277)                   | -2: (61 → 59)                      |
| 1982 | Рональд Рейган           | республіканець          | -26: (192 → 166)                   | 0: (54 → 54)                       |
| 1986 | Рональд Рейган           | республіканець          | -5: (182 → 177)                    | -8: (53 → 45)                      |
| 1990 | Джордж Герберт Вокер Буш | республіканець          | -8: (175 → 167)                    | -1: (45 → 44)                      |
| 1994 | Білл Клінтон             | демократ                | -54: (258 → 204)                   | -10: (57 → 47)                     |
| 1998 | Білл Клінтон             | демократ                | +4: (207 → 211)                    | 0: (45 → 45)                       |
| 2002 | Джордж Вокер Буш         | республіканець          | +8: (221 → 229)                    | +2: (49 → 51)                      |
| 2006 | Джордж Вокер Буш         | республіканець          | -32: (231 → 199)                   | -6: (55 → 49)                      |
| 2010 | Барак Обама              | демократ                | -63: (256 → 193)                   | -6: (57 → 51)                      |
| 2014 | Барак Обама              | демократ                | -13: (201 → 188)                   | -9: (53 → 44)                      |
| 2018 | Дональд Трамп            | республіканець          | -40: (240 → 200)                   | +2: (51 → 53)                      |